# Reuben Fine
Reuben Fine (Nova Iorque, 11 de outubro de 1914 — Nova Iorque, 26 de março de  1993) foi um dos melhores enxadristas do mundo na década de 1930 e 1940, um Grande Mestre Internacional, assim com um autor de xadrez, psicólogo, e autor de psicologia. Fine ganhou três medalhas de cinco medalhas (quatro de outro) em três olimpíadas de xadrez, venceu o Campeonato Aberto dos Estados Unidos todas as sete vezes que participou (1932, 1933, 1934, 1935, 1939, 1940, 1941), e foi o autor de vários livros de xadrez que continuam populares hoje em dia. Depois da Segunda Guerra Mundial, ele recebeu seu doutorado em psicologia, e escreveu muitos livros de sucesso nesta área também.

## Mestre adolescente
Fine nasceu em Nova Iorque, vindo de uma família russo-judaica pobre. Ele aprendeu a jogar xadrez com oito anos, e começou a participar de campeonatos no famoso Clube de Xadrez de Frank Marshall em Nova York. Neste estágio da sua carreira enxadrística, Fine jogou com grande habilidade o xadrez relâmpago, tornando-se eventualmente um dos melhores jogadores relâmpago do mundo.  Ainda no início da década de 1930, ele pode disputar uma partida de xadrez relâmpago contra o então campeão mundial Alexander Alekhine, embora Fine tenha admitido que as poucas vezes que jogou contra o predecessor de Alekhine, José Raúl Capablanca, o último o derrotou sem misericórdia.
O primeiro evento de nível Mestre que Fine participou foi o Torneio para Jovens Mestres de 1930, que foi vencido por Arthur Dake. Ele por pouco perdeu uma partida aposta para o camarada Nova Iorquino Arnold Denker. Fine terminou em segundo no Campeonato Estadual de Nova York de 1931 com  8/11 atrás de Fred Reinfeld e venceu o 15º Campeonato do Clube de Xadrez de Frank Marshall com 10.5/13, meio ponto a frente de Reinfeld. Ele derrotou Herman Steiner por 5.5-4.5 em Nova York em 1932; esta foi a primeira de três partidas que os dois enxadristas viriam a contestar.

## Campeonato Aberto dos Estados Unidos
Aos 17 anos de idade, Fine venceu o primeiro de sete Campeonatos Abertos dos Estados Unidos em Minneapolis - 1932 com 9.5/11, meio ponto a frente de Samuel Reshevsky; este campeonato ficou conhecido como o Aberto do Oestena época. Fine jogou ainda seu primeiro torneio internacional de alto nível em Pasadena - 1932, onde ele dividiu o 7-10º com 5/11; o vencedor foi o Campeão Mundial Alexander Alekhine. Fine foi novamente campeão no 16º Campeonato do Clube de Xadrez de Frank Marshall, que aconteceu de outubro a dezembro de 1932, com 11.5/13, 2.5 pontos a frente do segundo colocado. Após terminar a Faculdade da Cidade de Nova York em 1932, aos 18 anos de idade, onde ele foi um aluno brilhante, ele decidiu tentar a vida como profissional do xadrez por alguns anos.

## O brilho olímpico
Fine venceu o Torneio de Seleção dos Estados Unidos, Nova York 1933, com 8/10. Isto o garantiu como o primeiro de três lugares no time oara as Olimpíadas de Xadrez. No total, Fine recebeu cinco medalhas (incluindo três medalhas de ouro por equipe) representando os Estados Unidos:
- Folkestone 1933: ouro por equipe, prata individual
- Warsaw 1935: ouro por equipe
- Stockholm 1937: ouro por equipe e ouro individual

## Sucesso estadunidense
Fine foi novamente Campeão do Aberto dos Estados Unidos, Detroit - 1933, com 12/13, meio ponto a frente de Reshevsky, campeão do 17º Campeonato do Clube de Xadrez de Frank Marshall, 1933-34, com 9.5/11. Fine dividiu o 1º e 2º lugar do Aberto dos Estados Unidos, Chicago -  1934, com 7.5/9 com Reshevsky. Ele então dividiu o 1º ao 3º lugar na Cidade do México - 1934, com 11/12, com Herman Steiner e Arthur Dake. Em Syracuse - 1934, Fine dividiu o 3º-4º lugar, com 10/14, tendo vencido Reshevsky. Fine venceu seu quarto Aberto dos Estados Unidos em Milwaukee - 1935, marcando 6.5/9 na rodada preliminar e 8/10 nas finais. Tendo um sucesso estrondoso no Estados Unidos, Fine tentou seu primeiro torneio individual Internacional na Europa, em Lodz - 1935, onde ele dividiu o 2º e 3º lugar com 6/9 atrás de Savielly Tartakower. Fine venceu em Hastings 1935-36 com 7.5/9, um ponto a frente de Salo Flohr.

## Por pouco perde o Campeonato Americano
Embora Fine fosse um ativo e bem sucedido competidor em torneios estadunidenses, ele nunca conseguiu terminar em primeiro o Campeonato Americano de Xadrez, normalmente terminando atrás de seu grande rival, Samuel Reshevsky. Quando em 1936 Frank Marshall voluntariamente abriu mão do título de Campeão Estadunidense que ele mantinha desde 1909, o resultado foi o primeiro Campeonato Americano Estadunidense moderno. Fine marcou 10.5/15, Nova York - 1936, um apertado 3º e 4º lugar, com Reshevsky vencendo. Em 1938, novamente em Nova York, Fine terminou em 2º com 12.5/16, com Reshevsky novamente campeão. Em 1940 o resultado final se repetiu com Fine marcando 12.5/16 e em 1944, Fine marcou 14.5/17 ficando em 2º, com Arnold Denker vencendo. Fine conseguiu um impressionante 50/64 na sua quarta tentativa, 78,1% de aproveitamente, mas mesmo assim nunca foi campeão.   

## Principais resultados em torneios
| Data | Local                   | Colocação | Observações |
| ---- | ----------------------- | --------- | --- |
| 1936 | Nottingham 1936         | 4         | Vencido por Mikhail Botvinnik, com Capablanca em segundo e Max Euwe em terceiro.                                               |
| 1937 | Semmering/Baden de 1937 | 2         | Vencido por Paul Keres, com José Raul Capablanca em terceiro e Samuel Reshevsky em quarto.                                     |
| 1938 | AVRO 1938               | 2         | Forte torneio com a participação de Paul Keres, Mikhail Botvinnik, Machgielis Euwe, Alexander Alekhine e José Raúl Capablanca. |

## Partidas notáveis
- Reuben Fine vs Mikhail Botvinnik, Amsterdam AVRO 1938, French Defence, Winawer/Advance Variation (C17), 1-0 In the final position, "Black does not have a single move, and Rf3 is threatened. A combination of a splendid strategic idea with tactical subtleties." (Botvinnik)
- Reuben Fine vs Salomon Flohr, Amsterdam AVRO 1938, French Defence, Winawer/Advance Variation (C17), 1-0 Deep tactics in an unusual variant of French Defense.
- Reuben Fine vs Herman Steiner, Pan-American champ, Hollywood 1945. Queen's Gambit Accepted, Classical (D29), 1-0 Fine sees further than his opponent in a sharp tactical position.

## Livros de xadrez
- Basic Chess Endings, por Reuben Fine, 1941, McKay. Revisado em 2003 por Pal Benko.  ISBN 0-8129-3493-8.
- Chess The Easy Way, Reuben Fine, 1942
- The Ideas Behind the Chess Openings, por Reuben Fine, 1943. Revisado em 1989 por McKay, ISBN 0-8129-1756-1.
- Practical Chess Openings, Reuben Fine.
- The Middlegame in Chess, Reuben Fine. ISBN 0-8129-3484-9.
- Modern Chess Openings, sixth Edition, Reuben Fine.
- Chess Marches On, Reuben Fine, 1946.
- Dr. Lasker's Chess Career, Reuben Fine e Fred Reinfeld, 1935.
- Lessons From My Games, Reuben Fine, 1958.
- The Psychology of the Chess Player, Reuben Fine, 1967.
- The World's Great Chess Games, Reuben Fine; Dover; 1983. ISBN 0-486-24512-8.

## Livros de psicologia
- Freud: a Critical Re-evaluation of his Theories, Reuben Fine (1962).
- The Healing of the Mind, Reuben Fine (1971).
- The Development of Freud's Thought, Reuben Fine (1973).
- Psychoanalytic Psychology, Reuben Fine (1975).
- The History of Psychoanalysis, Reuben Fine (1979).
- The Psychoanalytic Vision, Reuben Fine (1981).
- The Logic of Psychology, Reuben Fine (1985).
- The Meaning of Love in Human Experience, Reuben Fine (1985).
- Narcissism, the Self, and Society, Reuben Fine (1986).
- The Forgotten Man: Understanding the Male Psyche, Reuben Fine (1987).